# Marssonina sorbi
Marssonina sorbi är en svampart som beskrevs av Magnus 1906. Marssonina sorbi ingår i släktet Marssonina och familjen Dermateaceae.   Inga underarter finns listade i Catalogue of Life.